# Giuseppe Morandi
Giuseppe Morandi, né le 10 février 1894 à Castiglione delle Stiviere et mort le 1er novembre 1977 à Brescia (âgé de 83 ans), est un pilote automobile italien, spécialiste de courses à bord de voitures de sport. 

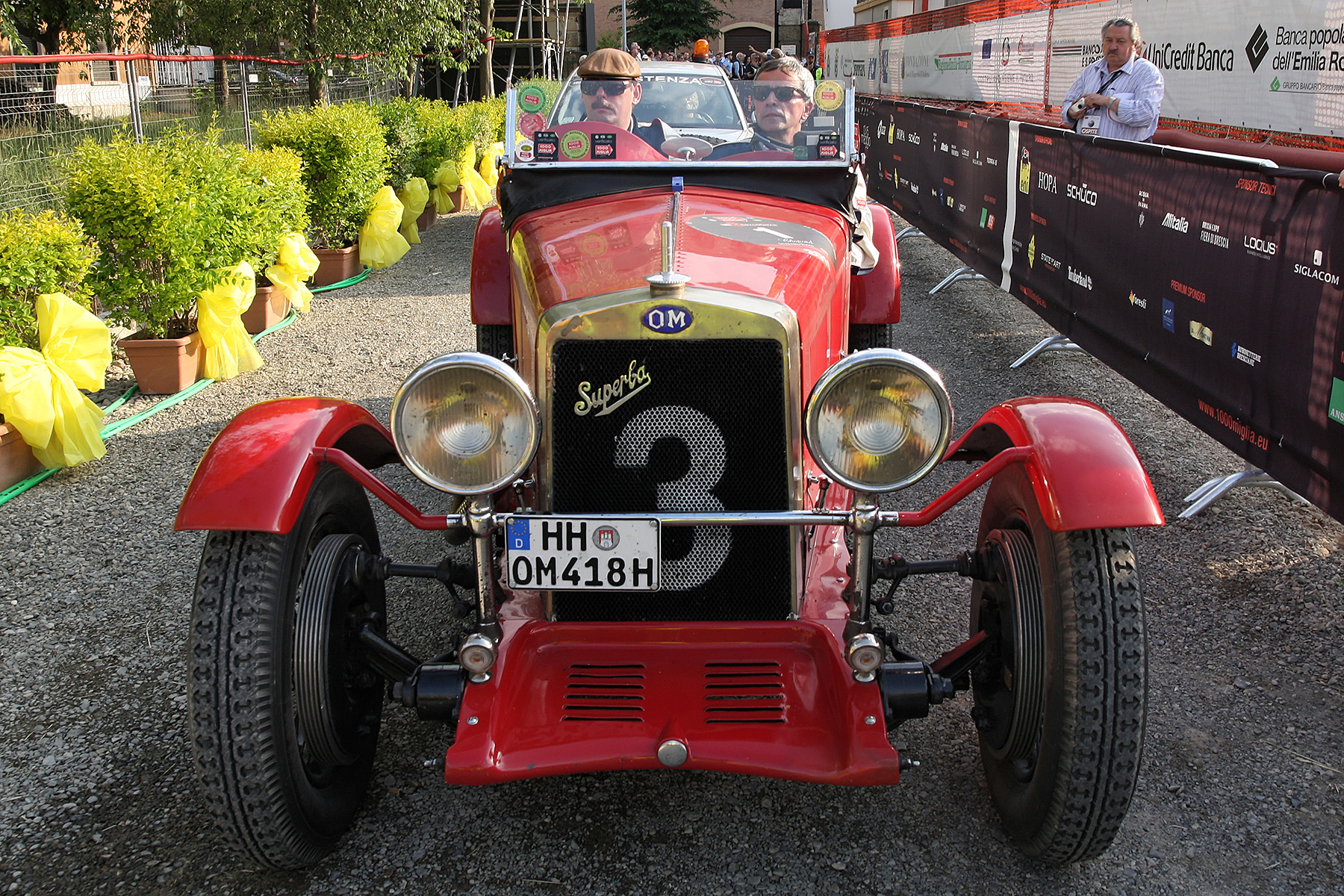
Une OM 665 Superba de 1927 (aux Mille Miglia 2011).

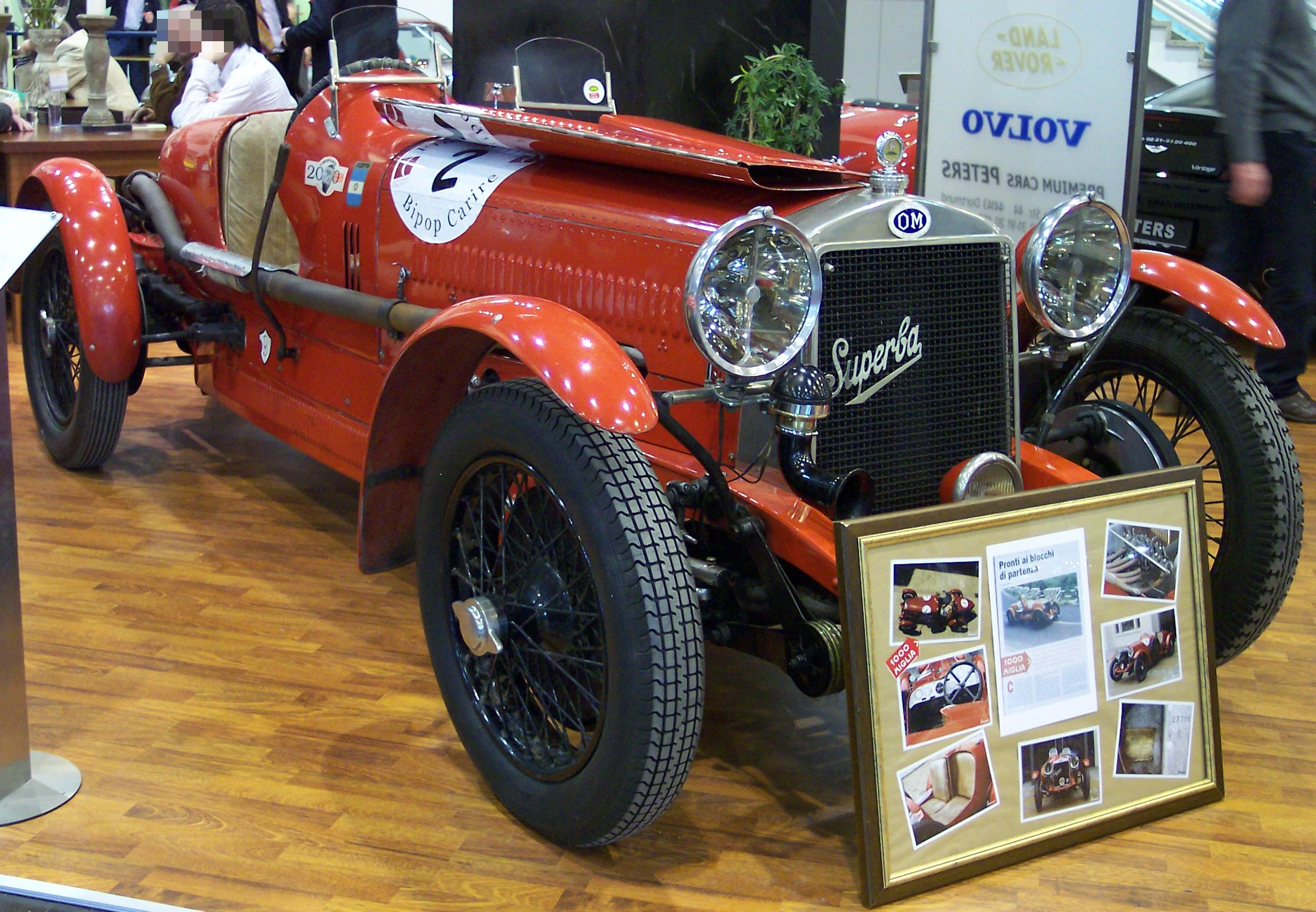
Une OM 665 Superba de 1929.

## Biographie
Sa carrière en compétition s'étale de 1924 à 1932. Elle s'est essentiellement bâtie avec le constructeur Officine Meccaniche (OM). 
En 1924, Morandi remporte déjà le Grand Prix national du Circuito stradale del Mugello, sur OM.
Il termine deuxième du Grand Prix automobile d'Italie 1927 avec une OM 865, derrière le français Robert Benoist à Monza, ainsi que la même année troisième du Grand Prix tourisme de Guipúzcoa avec "Nando" Minoia pour OM.
En 1927 toujours, il remporte les Mille Miglia sur OM Tipo 665 Sport avec Minoia, finissant deuxième en 1929 (sur version SMM), et troisième en 1931 (sur version SSMM). Il obtient aussi une cinquième place à la Targa Florio en 1930.
En 1929 il est victorieux au circuit d'Avellino avec la Tipo 665, alors qu'il avait été troisième de l'épreuve en 1928 (obtenant alors le même classement à Rome avec Archimede Rosa pour le Grand Prix tourisme, derrière son compagnon d'écurie Minoia). Au printemps et à l'été 1929 Morandi est trois autres fois lauréat, à la Coupe de Messine, à celle de Cosenza, et au Circuit des Trois Provinces.
Il remporte à deux reprises le Tour de Sicile sur Tipo 335, en 1930 et 1931, par deux fois avec son coéquipier habituel Rosa, après avoir été deuxième en 1929.
En 1931, il termine encore 5e du Grand Prix de Monza 2L. sur Bugatti T35, et l'année suivante il abandonne au Grand Prix automobile de Pescara avec la T35B, ainsi que pour sa sixième participation aux Mille Miglia.
(Nota Bene: il ne doit pas être confondu avec le Suisse Giuseppe Morandi, qui parcourt près de 6 000 kilomètres d'affilée le plus souvent dans le désert, sur un Vespa acheté en 1948.)